# گرلاک (نوادا)
گرلاک (به انگلیسی: Gerlach) یک روستا در ایالات متحده آمریکا است که در نوادا واقع شده‌است.  گرلاک ۸٫۱ کیلومترمربع مساحت و ۲۰۶ نفر جمعیت دارد.
نزدیک‌ترین شهر به گرلاک در ۶۰ مایلی (۱۰۰ کیلومتری) جنوب آن واقع شده و نیکسون نام دارد.
اقتصاد گرلاک بر گردشگری در بیابان بلک راک و شکار متمرکز شده‌است. معدن گچ تا سال ۲۰۱۱ پایه اقتصادی گرلاک بود. آب‌فشان فلای نزدیک گرلاک قرار دارد.